# Udalryk Heyzmann
Udalryk Heyzmann (ur. 4 lipca 1835 w Husiatynie, zm. 1 stycznia 1918 w Brandstatt koło Scheibbs, Dolna Austria) – polski prawnik kanonista, profesor i rektor Uniwersytetu Jagiellońskiego, członek Akademii Umiejętności.

## Życiorys
Był synem Wacława (urzędnika) i Elżbiety z domu Dhonel. Uczęszczał do gimnazjum we Lwowie, po jego ukończeniu (1852) podjął studia w Seminarium Duchownym we Lwowie; nie ukończył studiów seminaryjnych i w 1854 przeniósł się na prawo na Uniwersytecie Lwowskim. Studia ukończył w 1857, rok później przeniósł się do Krakowa, gdzie został praktykantem w Bibliotece Jagiellońskiej. W 1859 obronił na UJ doktorat praw, w 1860 habilitował się z prawa kościelnego na Uniwersytecie Lwowskim; po habilitacji został profesorem nadzwyczajnym UJ oraz kierownikiem Katedry Prawa Kościelnego. Tymczasowo (1861–1862) kierował na UJ również Katedrą Prawa Rzymskiego. W 1863 uzyskał nominację na profesora zwyczajnego, dwukrotnie (1864/1865 i 1870/1871) pełnił funkcję dziekana Wydziału Prawa, ponadto był rektorem UJ (1883/1884) i prorektorem (1884/1885). W ciągu ponad ćwierćwiecza pracy na uczelni krakowskiej wykładał współczesne prawo kanoniczne, historię prawa kościelnego, prawo rzymskie, prawo górnicze, encyklopedię prawa. Zasiadał w Komisjach Rządowych Egzaminacyjnych Oddziału Prawniczo-Historycznego i Oddziału Sądowego.
W 1862 został członkiem Towarzystwa Naukowego Krakowskiego, w 1873 członkiem czynnym AU (późniejsza PAU); pełnił funkcję dyrektora Wydziału II (Historyczno-Filozoficznego) AU (1878–1886) oraz przewodniczącego Komisji Prawniczej AU (1875–1878). W 1886 wystąpił do Senatu UJ o zwolnienie go z obowiązków wykładowcy ze względu na chorobę serca i kłopoty rodzinne; otrzymał zgodę, wyjechał do Dolnej Austrii i zajął się prowadzeniem gospodarstwa rolnego w Dolnej Austrii. Nie prowadził później działalności naukowej, przed wyjazdem z Krakowa ofiarował swój księgozbiór Towarzystwu Biblioteki Słuchaczów Prawa UJ. W 1887 zrezygnował z godności członka czynnego AU; nie wyraził jednak zgody na przesunięcie go w skład członków zagranicznych, wobec czego w 1890 został skreślony z listy członków Akademii.
Wśród studentów Heyzmanna byli m.in. Władysław Abraham i Kazimierz Chłędowski. Heyzmann był rzecznikiem prowadzenia wykładów akademickich w języku polskim. W 1880 ufundował nagrodę pieniężną (300 złotych reńskich) w konkursie na pracę poświęconą jubileuszowi 400-lecia śmierci Jana Długosza. Był żonaty (od 1866) z wiedenką, Marią Pallmetzhofer.
Jako pierwszy dokonał analizy krakowskiego kodeksu Baltazara Behema z lat 1502–1505, zawierającego odpisy przywilejów krakowskich, roty przysiąg i ustawy cechowe. Przygotował do wydania Statuta toti provinciae Gnesnensi valentia condita... in synodo provinciali Vieluno Calissiensi 1420 (1875), Statuta synodalia Episcoporum Cracoviensium XIV et XV saeculi (1875) oraz Statuta synodalia Andreae, Episcopi Posnaniensis saeculo XV-mo confecta (1878). Zajmował się problemem zatwierdzania przez biskupa duchownych na wakujące beneficja.

## Dzieła
Wśród opublikowanych prac naukowych można wymienić:
- Wykład prawa o małżeństwie katolików z patentem austriackim, patentem cesarskim z dnia 8 X 1856 roku ogłoszonego (1857)
- Rechts historischer Beitraeg zum Studien der kirchlichen Coelibats gesetzgebung (1859)
- Kilka uwag nad literaturą historyi kościelnej i prawa kanonicznego w Polsce (1861)
- Najnowsze prawa Kościoła katolickiego w państwie austryackim odnośnie konkordatu (1863)
- Zur publikation der Trienter Beschluesse in Polen (1869)
- Jeszcze słów kilka o konkordacie obwieszczonym patentem cesarskim z dnia 5 XI 1855 (1870)
- Prawo kanoniczne (1875)
- Uwag kilka nad uprawnieniem dzieci nieślubnych przez następne małżeństwo (Legitimatio per subsequens matrimonium) według prawa kanonicznego z uwzględnieniem ustawy austriackiej (1877)
- Ustawodawstwo Kościoła o azylach wobec odnośnych ustaw państwowych (1877)